# Parul Chaudhary
Parul Chaudhary, née le 15 avril 1995 à Meerut, est une athlète indienne spécialiste des courses de fond.

## Biographie
En 2023, elle termine onzième de la finale du 3 000 m steeple des championnats du monde en battant le record d'Inde.
Elle remporte deux médailles lors des championnats d'Asie en plein air : l'or sur 3 000 m steeple et l'argent sur 5 000 mètres.

## Palmarès
| Date | Compétition           | Lieu        | Résultat | Épreuve         | Marque         |
| ---- | --------------------- | ----------- | -------- | --------------- | -------------- |
| 2017 | Championnats d'Asie   | Bhubaneswar | 4e       | 3 000 m steeple | 10 min 22 s 99 |
| 2019 | Championnats d'Asie   | Doha        | 5e       | 3 000 m steeple | 10 min 3 s 43  |
| 2019 | Championnats d'Asie   | Doha        | 3e       | 5 000 m         | 15 min 36 s 03 |
| 2023 | Championnats d'Asie   | Bangkok     | 1re      | 3 000 m steeple | 9 min 38 s 76  |
| 2023 | Championnats d'Asie   | Bangkok     | 2e       | 5 000 m         | 15 min 52 s 35 |
| 2023 | Championnats du monde | Budapest    | 11e      | 3 000 m steeple | 9 min 15 s 31  |
| 2023 | Jeux asiatiques       | Hangzhou    | 1re      | 5 000 m         | 15 min 14 s 75 |
| 2023 | Jeux asiatiques       | Hangzhou    | 2e       | 3 000 m st.     | 9 min 27 s 63  |

## Records
| Épreuve         | Performance         | Lieu        | Date           |
| --------------- | ------------------- | ----------- | -------------- |
| 3 000 m steeple | 9 min 15 s 31 (NR)  | Budapest    | 27 août 2023   |
| 3 000 m         | 8 min 57 s 19 (NR)  | Los Angeles | 2 juillet 2022 |
| 5 000 m         | 15 min 10 s 35 (NR) | Walnut      | 6 mai 2023     |